# Chính sách Go Out
Chính sách Go Out hay chiến lược Go Out (tiếng Trung: 走出去战略 (Tẩu xuất khứ chiến lược)/ Zǒuchūqū Zhànlüè) là chiến lược hiện tại của Cộng hòa Nhân dân Trung Hoa (PRC) nhằm khuyến khích các doanh nghiệp của mình đầu tư trực tiếp nước ngoài (FDI), có thể dịch là chính sách Đi Ra, chiến lược Đi Ra.
Hầu hết các quốc gia ủng hộ thu hút đầu tư hướng nội (inward investment), và chỉ hỗ trợ đầu tư nước ngoài một cách thụ động. Tuy nhiên, Trung Quốc rất coi trọng đầu tư nước ngoài và hướng ngoại.

## Nguyên nhân
- Trung Quốc đã tích lũy một lượng lớn dự trữ ngoại hối (foreign-exchange reserves), do đó gây áp lực lên tỷ giá hối đoái của đồng Nhân dân tệ. Thật vậy, đã có nhiều nhu cầu từ cộng đồng quốc tế để PRC thả nổi tiền tệ (floating exchange rate, floating currency) của mình. Để giải quyết nhu cầu đó, PRC tìm cách sử dụng dự trữ ngoại hối của mình bằng cách mua tài sản ở nước ngoài.
- PRC đang mở cửa thị trường quốc nội ở Trung Quốc đại lục do Chính sách Mở Cửa (Open Door Policy) và được thúc đẩy hơn nữa bởi các cam kết của mình khi gia nhập Tổ chức Thương mại Thế giới (WTO). Do đó, PRC có thể thấy trước rằng các đối thủ tầm cỡ thế giới hiện đang cạnh tranh để kinh doanh tại thị trường Trung Quốc, và vì vậy PRC đang tìm cách trang bị cho các công ty trong nước và ban lãnh đạo của họ kinh nghiệm quốc tế để họ có thể cạnh tranh với thị trường quê nhà của các quốc gia nước ngoài và để họ có thể cạnh tranh tốt hơn tại thị trường nội địa của Trung Quốc đại lục.

## Lịch sử
Chính sách Go Out (còn được gọi là Chiến lược Going Global, chiến lược đi toàn cầu) là một nỗ lực được chính phủ Trung Quốc khởi xướng từ năm 1999 để thúc đẩy đầu tư của Trung Quốc ra nước ngoài. Chính phủ, cùng với Hội đồng xúc tiến thương mại quốc tế Trung Quốc (CCPIT), đã giới thiệu một số kế hoạch để hỗ trợ các công ty trong nước phát triển chiến lược toàn cầu nhằm khai thác các cơ hội trong việc mở rộng thị trường trong nước và quốc tế.
- Tăng đầu tư trực tiếp nước ngoài (FDI) của Trung Quốc
- Theo đuổi đa dạng hóa sản phẩm
- Nâng cao trình độ và chất lượng của dự án
- Mở rộng các kênh tài chính đối với thị trường quốc gia
- Thúc đẩy nhận diện thương hiệu của các công ty Trung Quốc tại thị trường EU và Mỹ

Kể từ khi ra mắt chiến lược Go Out, sự quan tâm đến đầu tư ra nước ngoài của các công ty Trung Quốc đã tăng lên đáng kể, đặc biệt là trong các doanh nghiệp nhà nước. Thống kê chỉ ra rằng đầu tư trực tiếp nước ngoài của Trung Quốc đã tăng từ 3 tỷ đô la Mỹ năm 1991 lên 35 tỷ đô la Mỹ năm 2003. Xu hướng này đã được nhấn mạnh vào năm 2007, khi vốn FDI của Trung Quốc đạt 92 tỷ USD. Sự thúc đẩy đầu tư nước ngoài này cũng có thể được quy cho khả năng và cam kết của chính phủ Trung Quốc nhằm tạo ra môi trường phù hợp cho đầu tư nước ngoài; và năng lực sản xuất khổng lồ của Trung Quốc, cùng với chi phí lao động thấp. Với một nền kinh tế năng động, và một nền văn hóa thân thiện với doanh nghiệp mạnh mẽ, triển vọng của các công ty Trung Quốc sẽ tiếp tục tích cực.
Là một phần trong nỗ lực tái cấu trúc các doanh nghiệp nhà nước, chính phủ Trung Quốc đã thành lập Ủy ban Giám sát và Quản lý Tài sản Nhà nước (SASAC), nơi phát triển thị trường trao đổi vốn cổ phần của Trung Quốc, đồng thời hỗ trợ đầu tư nước ngoài của Trung Quốc. Trách nhiệm của SASAC bao gồm:
- Giám sát và đánh giá doanh nghiệp nhà nước
- Giám sát tài sản nhà nước
- Tuyển dụng nhân tài điều hành hàng đầu
- Soạn thảo luật, quy tắc hành chính và quy định thúc đẩy sự phát triển của luật doanh nghiệp ở Trung Quốc
- Điều phối tài sản nhà nước địa phương theo quy định của pháp luật[5]

## Các ví dụ gần đây
Danh sách sau đây về các giao dịch Sáp nhập và Mua lại (Mergers and acquisitions, M&A) được thực hiện bởi các công ty Trung Quốc ở nước ngoài chỉ là một số ví dụ đáng chú ý nhất về việc thực hiện thành công chính sách Go Out:
- Tháng 6 năm 2009: Đề xuất mua Hummer của Công ty Máy công nghiệp nặng Tứ Xuyên Tengzhong
- Tháng 2 năm 2009: Tập đoàn nhôm của Trung Quốc Limited (Chalco) đã bơm 19,5 tỷ đô la tiền mặt vào công ty khai thác Úc Rio Tinto, tăng tỷ lệ sở hữu từ 9% lên 18%
- Tháng 2 năm 2009: Minmetals tiết lộ lời đề nghị tiếp quản thân thiện trị giá 2,6 tỷ đô la Úc (1,7 tỷ đô la) cho Khoáng sản Oz Úc
- Tháng 9 năm 2008: Zoomlion, do chính quyền tỉnh Hồ Nam kiểm soát, đã mua 60% cổ phần của Compagnia Italiana Forme Acciaio, công ty thiết bị và thiết bị xây dựng của Ý, với sự tiếp quản hoàn toàn có thể 3 năm sau[6]
- Tháng 5 năm 2005: Lenovo mua bộ phận máy tính cá nhân của IBM

Ngoài ra còn có nhiều ví dụ gần đây hơn về các nhà sản xuất ứng dụng điện thoại thông minh đã phân nhánh trên toàn cầu.